# Дефект (геометрія)
Дефект — різниця між величиною {\displaystyle 2\pi }({\displaystyle \pi }) і сумою кутів геометричної фігури (пр. трикутника) або повним кутом в точці. Синонімом є поняття надлишку, що відрізнється від цього поняття знаком.

## Поліедри
Многокутники Платона.
| Многокутник | Кількість вершин | Ребра, що сходяться у вершині    | Дефект при вершині             | Повний дефект           |
| ----------- | ---------------- | -------------------------------- | ------------------------------ | ----------------------- |
| тетраедр    | 4                | Три рівносторонні трикутники     | {\displaystyle \pi \,}         | {\displaystyle 4\pi \,} |
| октаедр     | 6                | Чотири рівносторонні трикутники  | {\displaystyle {2\pi \over 3}} | {\displaystyle 4\pi \,} |
| куб         | 8                | Три квадрати                     | {\displaystyle {\pi \over 2}}  | {\displaystyle 4\pi \,} |
| ікосаедр    | 12               | П'ять рівносторонніх трикутників | {\displaystyle {\pi \over 3}}  | {\displaystyle 4\pi \,} |
| додекаедр   | 20               | Три правильних п'ятикутники      | {\displaystyle {\pi \over 5}}  | {\displaystyle 4\pi \,} |

## Дискретна теорема Ґаусса-Бонне
Сума дефектів поліедра дорівнює характеристиці Ейлера помноженій на два пі.